# Michaił Saltajew
Michaił Saltajew, uzb. Mixail Saltayev, ros. Михаил Салтаев Michaił Sałtajew (ur. 19 listopada 1962) – uzbecki szachista, arcymistrz od 1995 roku.

## Kariera szachowa
W latach 90. XX wieku należał do podstawowych zawodników reprezentacji Uzbekistanu. Trzykrotnie (1992, 1996, 1998) wystąpił na szachowych olimpiadach (w 1992 r. zdobywając srebrny medal olimpijski), a w 1995 r. – w drużynowych mistrzostwach Azji, na których zdobył dwa brązowe medal (wraz z drużyną oraz za indywidualny wynik na III szachownicy).
Wielokrotnie startował w turniejach międzynarodowych, sukcesy odnosząc m.in. w:
- Karl-Marx-Stadt (1990), I m.),
- Peristeri (1994, dz. III m. za Vasiliosem Kotroniasem i Joanisem Nikolaidisem, wspólnie z Konstantinosem Moutousisem(inne języki)),
- Władywostoku (1995, dz. I m. wspólnie z Siergiejem Zagrebelnym),
- Moskwie – dwukrotnie (1995, I m. oraz 1996, dz. I m. wspólnie z Jewgienijem Najerem),
- Aszchabadzie (1996, dz. II m. za Saparem Batyrowem, wspólnie z Olegiem Korniejewem i Rusłanem Irżanowem),
- Wołgogradzie (1997, II m. za Weniaminem Sztyrenkowem),
- Abu Zabi – dwukrotnie (1999, dz. I m. wspólnie z Aszotem Anastasianem i Szukratem Safinem oraz 2000, I m.),
- Dreźnie (2000, dz. III m. za Ralfem Lau i Lwem Gutmanem), wspólnie z m.in. Iliją Balinowem i Robertem Rabiegą),
- Dortmundzie (2000, dz. II m. za Jozsefem Pinterem, wspólnie z m.in. Stanimirem Nikoliciem(inne języki) i Michaiłem Zajcewem),
- Neukloster (2001, dz. I m.),
- Wiesbaden (2001, dz. II m. za Chanda Sandipanem, wspólnie z m.in. Wiaczesławem Ikonnikowem, Leonidem Miłowem i Viestursem Meijersem),
- Essen (2002, turniej C, dz. I m. wspólnie z Janisem Klovansem),
- Hamburgu (2006, I m.),
- Agios Kirykos (2006, dz. I m. wspólnie z Dmitrijem Swietuszkinem).

Najwyższy ranking w dotychczasowej karierze osiągnął 1 lipca 1996 r., z wynikiem 2535 zajmował wówczas 2. miejsce (za Aleksandrem Nenaszewem) wśród uzbeckich szachistów.